# Orgilus agrestis
Orgilus agrestis är en stekelart som beskrevs av Muesebeck 1970. Orgilus agrestis ingår i släktet Orgilus och familjen bracksteklar. Inga underarter finns listade i Catalogue of Life.